# Neopouštěj mě (kniha)
Neopouštěj mě (v anglickém originálu Never Let Me Go) je dystopický román z roku 2005 od Kazua Ishigura, britského autora japonského původu. Román byl nominován na Man Bookerovu cenu a umístil se žebříčku týdeníku Time „100 nejlepších anglicky psaných románů z let 1923–2006“.
Podle knihy byl v roce 2010 natočen stejnojmenný film.

## Příběh
Příběh se odehrává v Anglii na sklonku 20. století a vypráví ho v ich-formě protagonistka Kathy. Kathy je jednatřicetiletá pečovatelka, která se stará o dárce a vzpomíná na své dětství v internátní škole Hailsham.
Kathy vypráví o svých dvou nejlepších přátelích Ruth a Tommym a událostech z jejich školních let. Na internátní škole se učí a hrají si jako typické děti. Po celou dobu pobytu ale vědí, že nejsou normální a jednoho dne se stanou dárci.
Školu vede ředitelka, známá jako slečna Emily. Učitelé, kterým se přezdívá opatrovníci, vyučují normální učební osnovy, ale s důrazem na umění a udržování zdraví. Studenti, jak se dětem říká, vystavují své umění a ty nejlepší díla si odnáší paní „Madame“ do takzvané galerie. V šestnácti letech odejdou Kathy, Ruth a Tommy z Hailshamu na farmu zvanou Chaloupky. Tommy a Ruth tam vystupují jako romantický pár. Kathy žádné dlouhodobé vztahy nenavazuje, ale je zřejmé, že má Tommyho ráda.
Na farmě jsou další starší studenti, kteří tvrdí Ruth, že viděli ženu, která by mohla být její potenciála. Za potenciálu považují člověka, ze kterého byli studenti stvořeni, čímž potvrzují, že všichni dárci jsou kloni. Společně se rozhodnou vyrazit na místo, kde onu ženu spatřili. Během cesty starší studenti mluví o fámě, že párům z Hailshamu může být darování odloženo v případě, že prokážou, že jsou do sebe skutečně zamilovaní. Kathy, Ruth ani Tommy o tom ale nikdy neslyšeli.
Když Tommy a Kathy hledají kazetu, kterou měla v dětství Kathy ráda, Tommy se svěřuje, že si myslí, že jsou fámy o odkladech pravdivé. Vysvětluje to tím, že Maddame na základě sbírky umění zjistí, zda se lidé opravdu milovali.
Po návratu do Chaloupek začne Ruth žárlit na přátelství Tommyho a Kathy, a Kathy si tak znepřátelí. Zraněná Kathy si požádá o místo pečovatelky a opouští Chaloupky a mnoho let ani jednoho z nich nevídá. Mezitím se celá internátní škola Hailsham zavře.
Kathy se stane Ruthinou pečovatelkou, když se doví o jejím chatrném zdraví. Ruthiným přáním je setkání s Tommym, který společně uskuteční, když jedou na výlet podívat se na ztroskotanou loď. Ruth jim vylíčí své trápení a požádá je, ať zkusí jet za Madam požádat si o odklad a dá jim její adresu.
Krátce poté Ruth podstoupí druhé dárcovství a umírá. Kathy se stane Tommyho pečovatelkou a dají se dohromady. Rozhodnou se navštívit Madam. Dozví se, že nic jako odklad neexistuje. Madam vysvětlují, že galerie fungovala proto, aby vychovatelky dokázaly, že dárci mají duši a snažili se o lepší zacházení s nimi.

## Hlavní postavy
- Kathy – protagonistka a vypravěčka. Jednatřicetiletý klon vychován jako dárce orgánů. Kathy je během dětství svobodomyslná, laskavá a milující. Snaží se bojovat za to, co vidí jako správné. Na konci románu vzpomíná na svou minulost, ale neprozrazuje mnoho emocí.
- Tommy – Mužský dárce a Kathin přítel z dětství. Má výbušnou povahu a děti ho šikanují. Je nekreativní, žádná z jeho prací se nedostane do galerie. Jako starší se zklidní.
- Ruth – Kathina kamarádka, dárkyně z Hailshamu. Kathy ji popisuje jako panovačnou a pozérskou. Vystupuje jako sebevědomá extrovertka, která se snaží být ve středu dění. Na konci románu se stává uvědomělejší.

## Interpretace díla
Jedná se o dystopický román, kde se Ishiguro zaměřuje na alternativní historii. Kniha představuje současnou Británii, kdyby se události vyvíjely jinak. V této Anglii existují kloni, umělé bytosti, které slouží k tomu, aby darovaly orgány stárnoucím a nemocným lidem. Jedním z ústředních témat je proto dehumanizace lidstva prostřednictvím klonování.
Jelikož se jedná o současnou Británii, Ishiguro se nevyhnul kritice společnosti. Útočí například na všemi oslavované tradice, vypočítavost a hamižnost, ale také na odvrácenou tvář britské koloniální politiky, nebo k narůstajícímu rasismu.
Ishiguro se zaměřuje na psychologii postav a jejich prožívání. Zdůrazňuje zakořeněné stereotypy a dílčí interpretaci dějin a událostí. Kathy celý život žila v nevědomosti o tom, co ji doopravdy čeká. Kniha postupně odhaluje souvislosti a spíše nutí se ptát, než že by odpovídala na otázky. Kathyno vědomí bylo založeno na spekulacích a dohadech, a kdyby nebylo její zvědavosti, nikdy se nedozví celou pravdu, a tak ani čtenáři.
Knihu Neopouštěj mě si lze snadno představit jako román s výrazným postkoloniálním poselstvím. Existuje však důvod, proč tam toto poselství není. Postkolonialismus vyžaduje, aby se spisovatel ztotožnil s nezápadním světem. Pro spisovatele, jako je Ishiguro, který se nemůže zcela ztotožnit ani se Západem, ani s Východem, ale visí někde mezi tím, je postkoloniální myšlení jako politický nástroj možná nedostatečné. Ishiguro stojí stranou otevřeně rezistentního postoje postkolonialismu, protože jeho dílo je zakořeněno ve dvojím popření angličtiny a japonštiny jako mateřského jazyka. Možná by se mohlo doufat, že se jednou postkolonialismus poučí z nekompromisní důkladnosti Ishigurova dvojího popření. Pokud k tomu někdy dojde, možná uvidí lidé v jiném světle latentní sílu jeho přístupu v tomto románu, který nám ukazuje slabé a utlačované, kteří nemají nic a nikoho, na koho by se mohli spolehnout, kromě sebe samých, a přesto vzdorují.

## Adaptace
Na základě knihy byl natočen stejnojmenný film. Popisuje se jako britský dystopický dramatický film z roku 2010. Režisérem filmu je Mark Romanek. Hlavní role ve filmu ztvárnili Carey Mulliganová, Keira Knightleyová, Andrew Garfield, Sally Hawkinsová a Charlotte Ramplingová.
Film se odehrává mezi britskými městy a poli, začíná v sedmdesátých letech a přenáší diváka do let devadesátých. Postavy se zdají být dostatečně známé: studenti internátní školy a jejich učitelé, známí jako "opatrovníci", a několik lékařů, servírek a dalších pomocných osob, které se objevují jen zřídka a krátce. Bez úvodních titulků by si člověk snadno nevšiml, že jde o naprosto nerealistický film zasazený do hypotetického paralelního světa, kde mladé ženy a muži, jejichž osudy sleduje, jsou ve skutečnosti klony vytvořené (vypěstované) pro své orgány. Ale ty názvy tu jsou a jejich přítomnost připomíná, že Ishigurův román, přestože postrádá takové vnější znaky, je přesto jako film: kompaktní zahrada pečlivě upravená tak, aby zahrnovala scenérii za svými zdmi.